# Don Gil
Don Gil war ein österreichisches Modeunternehmen.

## Geschichte
Das Unternehmen wurde 1971 von Adolf Scheiblhofer und Peter Szlatinay in Wien gegründet und war bis 13. Dezember 2011 mit 31 Filialen in ganz Österreich und in Prag vertreten. Namensgeber des Unternehmens ist der Held aus Tirso de Molinas Verwechslungskomödie Don Gil von den grünen Hosen, geschrieben um 1615, erschienen 1635.
Ursprünglich auf lässige und hochwertige Männermode verschiedener internationaler Marken spezialisiert, verfügte die Kette zum Schluss auch über sechs Standorte Don Gil Donna und drei BOSS-Mono-Stores. Neben BOSS und seinen Submarken Black, Green und Orange führte das Kleiderhaus Herrenklassiker, wie Cerruti, Zegna und Ralph Lauren, Mainstream aus Deutschland und Italien, wie Windsor, Boglioli und Mason's, Sportswear von Marina Yachting, Hemden von Van Laack, Jeans von Diesel und Armani, Schuhe von Adidas und Magnanni. Dazu für die Damen Michael Starr, House of the Gods und Gold Case. Darüber hinaus bestand nach wie vor die Eigenmarke Don Gil, klassische Herrenanzüge aus Wien.
Zuletzt befand sich das Unternehmen im Besitz der italienischen Fashion Network SpA und erzielt einen Jahresumsatz von 70 Millionen Euro.
Am 25. Oktober 2011 wurde der Konkurs eröffnet. Im November 2011 wurde Don Gil vom Modekonzern Gerry Weber übernommen.